# (132524) APL
132524 APL - anteriormente conocido por su designación provisional, 2002 JF56 - es un pequeño asteroide del cinturón de asteroides de aproximadamente 2,3 kilómetros de diámetro. Fue visitado por la sonda New Horizons, que pasó a unos 102 000 kilómetros de distancia el 13 de junio de 2006. Los espectros obtenidos por la New Horizons muestran que APL es un pedregoso asteroide de tipo S. Su órbita más excéntrica alrededor del Sol está a una distancia de 1,9 a 3,3 UA una vez cada 4,2 años. Su órbita está inclinada ligeramente hacia la eclíptica por 4 grados.
La sonda no tenía previsto visitar el asteroide, el hecho de que pasara cerca fue simplemente una coincidencia. Alan Stern, investigador principal de New Horizons, puso nombre al asteroide en referencia a la Universidad Johns Hopkins Applied Physics Laboratory (APL), desde donde dirige la misión.

## Otras lecturas
- Olkin, Catherine B.; Reuter; Lunsford; Binzel; Stern (2006). «The New Horizons Distant Flyby of Asteroid 2002 JF56». Bulletin of the American Astronomical Society 38: 597. Bibcode:2006DPS....38.5922O.